# Nocticola caeca
Nocticola caeca är en kackerlacksart som beskrevs av Bolívar 1892. Nocticola caeca ingår i släktet Nocticola och familjen Nocticolidae.
Artens utbredningsområde är Filippinerna. Inga underarter finns listade i Catalogue of Life.